# Havering
Havering es un municipio del Gran Londres (London Borough of Havering), en el este de Londres (Inglaterra) Reino Unido de Gran Bretaña e Irlanda del Norte.  Forma parte del Londres exterior. Limita al norte y al este con el condado de Essex, al sur con el río Támesis, en cuya otra orilla se encuentra el municipio de Bexley, y al oeste con Barking y Dagenham y Redbridge. Fue creado por el Acta del Gobierno de Londres de 1963, que entró en vigor el 1 de abril de 1965.
La principal ciudad en Havering es Romford y las otras comunidades principales son Hornchurch, Upminster y Rainham. El municipio se caracteriza principalmente por un desarrollo suburbano con amplias zonas de espacio abierto protegido. Por el contrario, Romford es un gran centro metropolitano de venta al por menor y entretenimientos nocturnos y hacia el sur el municipio se extiende hacia la zona de re-desarrollo London Riverside del Thames Gateway.
La autoridad local es Havering London Borough Council.
Tiene su propia Estación de Radio Local 107.5 FM. La estación cubre Havering y las zonas alrededor y lleva a la gente local noticias y guías de acontecimientos.

## Historia
El municipio londinense de Havering se creó en el año 1965, combinando territorio de los anteriores municipios de Romford y Hornchurch, que habían sido transferidos al Gran Londres por Essex en virtud del Acta del Gobierno de Londres de 1963. El nombre procede de la Royal Liberty of Havering que cubre aproximadamente, aunque no con exactitud, la misma zona, y que se había abolido en el año 1892.

### Edad Media
El moderno asentamiento se originó en la época anglosajona cuando estaba formada por el Palacio de Havering y las tierras que lo rodeaban que pertenecían al rey. Se sabe que existió el palacio, al menos desde los tiempos de Eduardo el Confesor, siendo una de sus residencias principales. La zona formó una liberty desde 1465 que incluía las parroquias de Havering atte Bower, Hornchurch y Romford.
El nombre de Havering aparece en documentos desde el siglo XII. Los orígenes de este nombre se han debatido por los historiadores desde la Edad Media, cuando se asoció a la leyenda de Eduardo el Confesor y un anillo místico que le fue devuelto por el apóstol San Juan. El evento se conmemora en una vidriera (de alrededor del año 1407) en una capilla de Romford, que fue dedicada al rey.

### Urbanización
Debido al metro de Londres y a las rápidas conexiones por ferrocarril con el centro de Londres desde núcleos de transporte en Romford y Upminster gran parte de Havering se ha desarrollado considerablemente como zona residencial, y esto ocurrió principalmente en el siglo XX.
El desarrollo se produjo en dos fases diferenciadas. Los primeros desarrollos, con la clase media suburbana, data de la época victoriana y eduardiana. Los suburbios ajardinados de Upminster, Emerson Park y Gidea Park (también conocidos como Romford Garden Suburb) fueron impulsados por la construcción de las líneas de ferrocarril que cruzaban Havering desde Liverpool Street y Fenchurch Street a finales del siglo XIX. 
En la década de 1930, se electrificó la District line y se extendió a Upminster con nuevas estaciones en Elm Park y Upminster Bridge. Es también entonces cuando la instalación de industrias por la zona, como la planta de la Ford Motor Company en Dagenham causó una nueva ola de desarrollo, esta vez de clase obrera, a lo largo de la ruta de la nueva línea de metro. Además de esto, al norte del municipio, las urbanización de Harold Hill y Collier Row pretendía combatir la escasez de viviendas y programas para la eliminación de barrios pobres en el centro de Londres.

## Demografía
Según el censo de 2001, Havering tenía 224 248 habitantes. El 95,17% de ellos eran blancos, el 1,82% asiáticos, el 1,39% negros, el 1,02% mestizos, y el 0,58% chinos o de otro grupo étnico. Un 19,82% eran menores de 16 años, un 71,93% tenían entre 17 y 74, y un 8,23% eran mayores de 75. La densidad de población era de 1997 hab/km² y había  91 722 hogares con residentes.
De los 109 098 habitantes económicamente activos, el 93,13% tenían un empleo, el 3,84% estaban desempleados y el 3,02% eran estudiantes a tiempo completo.

## Distritos

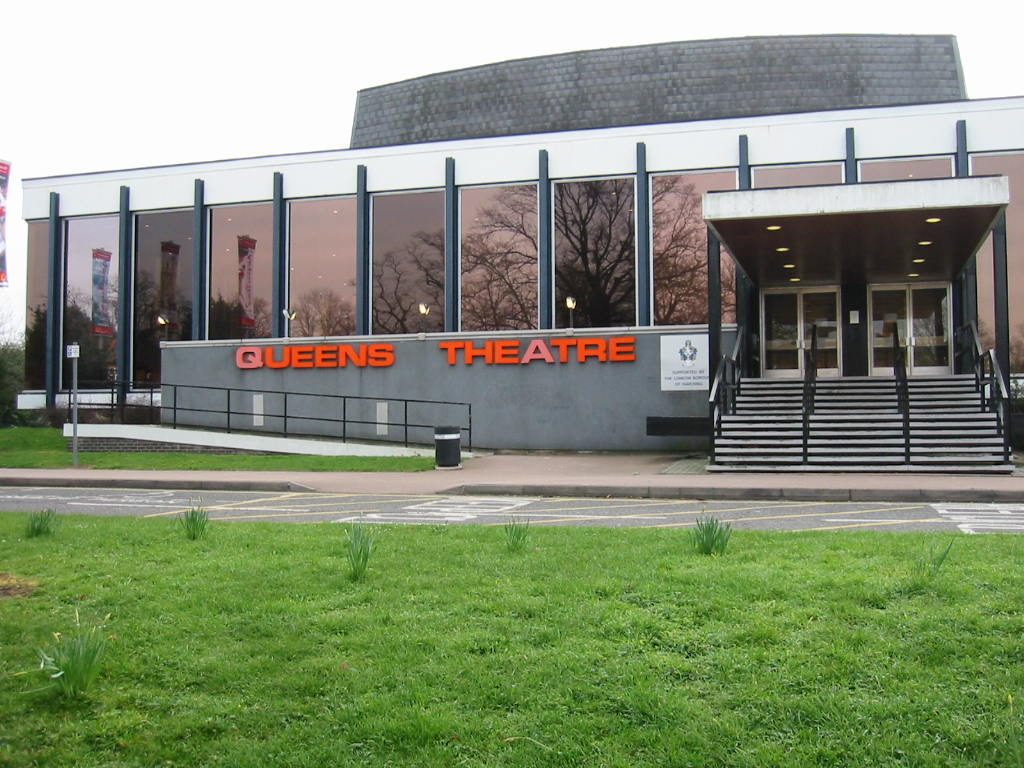
Queen's Theatre, Hornchurch

El municipio conserva el esquema de "suburbio ajardinado" propio de la época de entreguerras y posterior a la Segunda Guerra Mundial. No puede haber un mayor desarrollo debido a la tierra protegida como zona verde que forma parte del Cinturón verde metropolitano. En cambio, la parte meridional de Havering que queda junto al Támesis entra dentro de la sección del London Riverside de la zona de remodelación Thames Gateway. Se han planeado nuevos espacios abiertos y grandes construcciones de viviendas, para proporcionar una comunidad residencial enteramente nueva.
Las zonas de viviendas más tradicionales son las de los distritos de Hornchurch, Emerson Park, Gidea Park, Harold Wood, Romford y Upminster. Estas zonas se han desarrollado a lo largo de los últimos cien años para formar una amplia zona urbana con límites difuminados.
Parte del desarrollo posterior es la de Ardleigh Green, Chase Cross, Collier Row, Elm Park, Harold Hill, Rainham. Por contraste, Havering-atte-Bower, North Ockendon, Noak Hill, y Wennington están menos desarrolladas y están rodeadas de terreno abierto.
| Distrito            | Ciudad postal | Código postal | Coordenadas                          | Ref. OS grid | ¿Gobierno local anterior?             | Clasificación                       |
| ------------------- | ------------- | ------------- | ------------------------------------ | ------------ | ------------------------------------- | ----------------------------------- |
| Ardleigh Green      | HORNCHURCH    | RM            | 51°34′59″N 0°12′50″E / 51.583, 0.214 | TQ535895     |                                       |                                     |
| Chase Cross         | ROMFORD       | RM            | 51°36′40″N 0°10′19″E / 51.611, 0.172 | TQ505925     |                                       |                                     |
| Coldharbour         | RAINHAM       | RM            | 51°29′28″N 0°11′17″E / 51.491, 0.188 | TQ525785     |                                       |                                     |
| Collier Row         | ROMFORD       | RM            | 51°35′35″N 0°10′19″E / 51.593, 0.172 | TQ505905     |                                       | centro de distrito; centro ciudad   |
| Cranham             | UPMINSTER     | RM            | 51°33′50″N 0°16′16″E / 51.564, 0.271 | TQ575875     | consejo parroquial hasta 1934         |                                     |
| Elm Park            | HORNCHURCH    | RM            | 51°32′53″N 0°11′53″E / 51.548, 0.198 | TQ525855     |                                       | centro de distrito; centro ciudad   |
| Emerson Park        | HORNCHURCH    | RM            | 51°34′26″N 0°13′41″E / 51.574, 0.228 | TQ545885     |                                       |                                     |
| Frog Island         | RAINHAM       | RM            | 51°30′11″N 0°10′52″E / 51.503, 0.181 | TQ515805     |                                       |                                     |
| Gidea Park          | ROMFORD       | RM            | 51°35′35″N 0°12′00″E / 51.593, 0.200 | TQ525905     |                                       |                                     |
| Hacton              | UPMINSTER     | RM            | 51°32′17″N 0°13′37″E / 51.538, 0.227 | TQ545845     |                                       |                                     |
| Harold Hill         | ROMFORD       | RM            | 51°36′36″N 0°13′48″E / 51.610, 0.230 | TQ545925     |                                       | centro de distrito; centro ciudad   |
| Harold Park         | ROMFORD       | RM            | 51°36′00″N 0°14′35″E / 51.600, 0.243 | TQ555915     |                                       |                                     |
| Harold Wood         | ROMFORD       | RM            | 51°35′31″N 0°13′44″E / 51.592, 0.229 | TQ545905     |                                       |                                     |
| Havering-atte-Bower | ROMFORD       | RM            | 51°37′12″N 0°11′13″E / 51.620, 0.187 | TQ515935     | consejo parroquial hasta 1934         |                                     |
| Heath Park          | ROMFORD       | RM            | 51°34′30″N 0°12′00″E / 51.575, 0.200 | TQ525885     |                                       |                                     |
| Hornchurch          | HORNCHURCH    | RM            | 51°33′22″N 0°12′47″E / 51.556, 0.213 | TQ535865     | consejo de distrito urbano hasta 1965 | centro de distrito; centro ciudad   |
| Noak Hill           | ROMFORD       | RM            | 51°37′08″N 0°13′52″E / 51.619, 0.231 | TQ545935     | consejo parroquial hasta 1934         |                                     |
| North Ockendon      | UPMINSTER     | RM            | 51°32′46″N 0°17′56″E / 51.546, 0.299 | TQ595855     | consejo parroquial hasta 1934         |                                     |
| Rainham             | RAINHAM       | RM            | 51°31′16″N 0°11′49″E / 51.521, 0.197 | TQ525825     | consejo parroquial hasta 1934         | centro de distrito; centro ciudad   |
| Rise Park           | ROMFORD       | RM            | 51°35′49″N 0°11′06″E / 51.597, 0.185 | TQ513909     |                                       |                                     |
| Romford             | ROMFORD       | RM            | 51°34′37″N 0°10′41″E / 51.577, 0.178 | TQ510887     | consejo municipal hasta 1965          | centro metropolitano; centro ciudad |
| Rush Green          | ROMFORD       | RM            | 51°34′01″N 0°10′08″E / 51.567, 0.169 | TQ505875     |                                       |                                     |
| South Hornchurch    | RAINHAM       | RM            | 51°31′55″N 0°11′02″E / 51.532, 0.184 | TQ516837     |                                       |                                     |
| Upminster           | UPMINSTER     | RM            | 51°33′22″N 0°14′56″E / 51.556, 0.249 | TQ560865     | consejo parroquial hasta 1934         | centro de distrito; centro ciudad   |
| Wennington          | RAINHAM       | RM            | 51°30′07″N 0°13′30″E / 51.502, 0.225 | TQ545805     | consejo parroquial hasta 1934         |                                     |